# William Whitman Bailey
Pour les articles homonymes, voir William Bailey (homonymie), Whitman et Bailey.
William Whitman Bailey est un chimiste et botaniste américain, né le 22 février 1843 à West Point dans l’État de New York et mort le 20 février 1914 à Providence (Rhode Island).

## Biographie
Il est le plus jeune enfant du professeur de chimie et de géologie à l’Académie militaire de West Point, Jacob Whitman Bailey, et de Maria Slaughter. À l’âge de 9 ans, il perd sa mère et sa sœur victimes d'un naufrage, expérience qui le marquera toute sa vie et qui minera sa santé.
Il quitte West Point en 1857, après la mort de son père, et va à Providence où il entre à l’University Grammar School. En 1860, il entre à la Brown University. En 1862, il s’engage brièvement dans le 10e régiment de volontaires de Rhode Island durant la guerre de Sécession. Mais sa santé est mauvaise et il revient à Providence au bout de trois mois.
Il est diplômé (Bachelor of Philosophy) en 1864 et travaille comme chimiste assistant pour le Chemical Laboratory jusqu’en 1866 puis à la Manchester Print Works. Plus tard, il travaille comme assistant au Massachusetts Institute of Technology. Durant les étés 1875, 1876 et 1879, il fréquente les cours d’été de l’université Harvard.
En 1867, il obtient le poste de botaniste dans la mission d’exploration géologique du quarantième parallèle conduite par Clarence King. Mais sa santé précaire l’empêche de partir l’année suivante, Sereno Watson le remplace alors. Bailey commence à donner des leçons privées de botanique en 1877 et obtient un poste de professeur de botanique à Brown en 1881, fonction qu’il conserve jusqu’en 1906, date à laquelle il démissionne pour raison de santé. Il se marie en 1881 avec la pédagogue et écrivain Eliza Randall Simmons, union dont naîtront deux enfants.
Il reçoit un doctorat honorifique en droit de l’université de New Brunswick (1900) et un Master of Arts honoraire de l’université Brown (1903).
Bailey étudie particulièrement la pollinisation des plantes ainsi que les développements cellulaires anomaux. Il fait paraître de nombreuses publications scientifiques mais aussi des poèmes. Il est membre de diverses sociétés savantes dont l’American Association for the Advancement of Science. Il lègue son important herbier à l’université Brown.

## Liste partielle des publications
- 1881 : The Botanical Collector’s Notebook.
- 1895 : Among Rhode Island Wild Flowers.
- 1897 : New England Wild Flowers.
- 1897 : Botanical Notebook.
- 1898 : Botanizing.

## Source
- Keir B. Sterling, Richard P. Harmond, George A. Cevasco & Lorne F. Hammond (dir.) (1997). Biographical dictionary of American and Canadian naturalists and environmentalists. Greenwood Press (Westport) : xix + 937 p.  (ISBN 0-313-23047-1)